# Henrik Dahl
Henrik Dahl (1º maggio 1975) è un ex calciatore svedese, di ruolo difensore.

## Carriera

### Club
Dahl cominciò la carriera con la maglia del Varberg, per poi passare all'Häcken. Restò in questa squadra dal 1995 al 2002, fatta eccezione per un periodo in prestito agli scozzesi dell'Ayr United. Vestì poi la casacca dei danesi del Silkeborg, prima di accordarsi con i norvegesi del Lyn Oslo.
Esordì nell'Eliteserien in data 12 aprile 2004, subentrando a Yngvar Håkonsen nella sconfitta per 2-0 sul campo del Molde. Tornò poi in Svezia, per giocare con le maglie di GAIS e Varberg. Nel 2009 fu ingaggiato dal Bærum.